# Ctenus jaragua
Ctenus jaragua är en spindelart som beskrevs av Alayón 2004. Ctenus jaragua ingår i släktet Ctenus och familjen Ctenidae. Inga underarter finns listade i Catalogue of Life.